# Brunträsket (Malå socken, Lappland, 723196-164448)
Brunträsket är en sjö i Malå kommun i Lappland och ingår i Skellefteälvens huvudavrinningsområde. Sjön har en area på 1,74 kvadratkilometer och ligger 325,1 meter över havet. Sjön avvattnas av vattendraget Brunträskbäcken.

## Delavrinningsområde
Brunträsket ingår i det delavrinningsområde (723319-164369) som SMHI kallar för Utloppet av Brunträsket. Medelhöjden är 336 meter över havet och ytan är 7,37 kvadratkilometer. Det finns inga avrinningsområden uppströms utan avrinningsområdet är högsta punkten. Brunträskbäcken som avvattnar avrinningsområdet har biflödesordning 3, vilket innebär att vattnet flödar genom totalt 3 vattendrag innan det når havet efter 141 kilometer. Avrinningsområdet består mestadels av skog (46 procent) och sankmarker (26 procent). Avrinningsområdet har 1,82 kvadratkilometer vattenytor vilket ger det en sjöprocent på 24,6 procent.